# Eduard Fortunat (Baden-Baden)

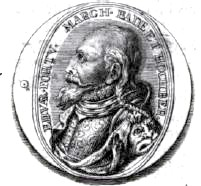
Eduard Fortunat von Baden-Rodemachern – Medaille um 1590

Eduard Fortunat von Baden-Rodemachern (* 17. September 1565 in London; † 18. Juni 1600 in der Burg Kastellaun/Hunsrück) war von 1575 bis 1588 Markgraf der Markgrafschaft Baden-Rodemachern. 1588 bis 1594 regierte er die Markgrafschaft Baden-Baden. Er war wohl die zwielichtigste Persönlichkeit des Hauses Baden.

## Leben

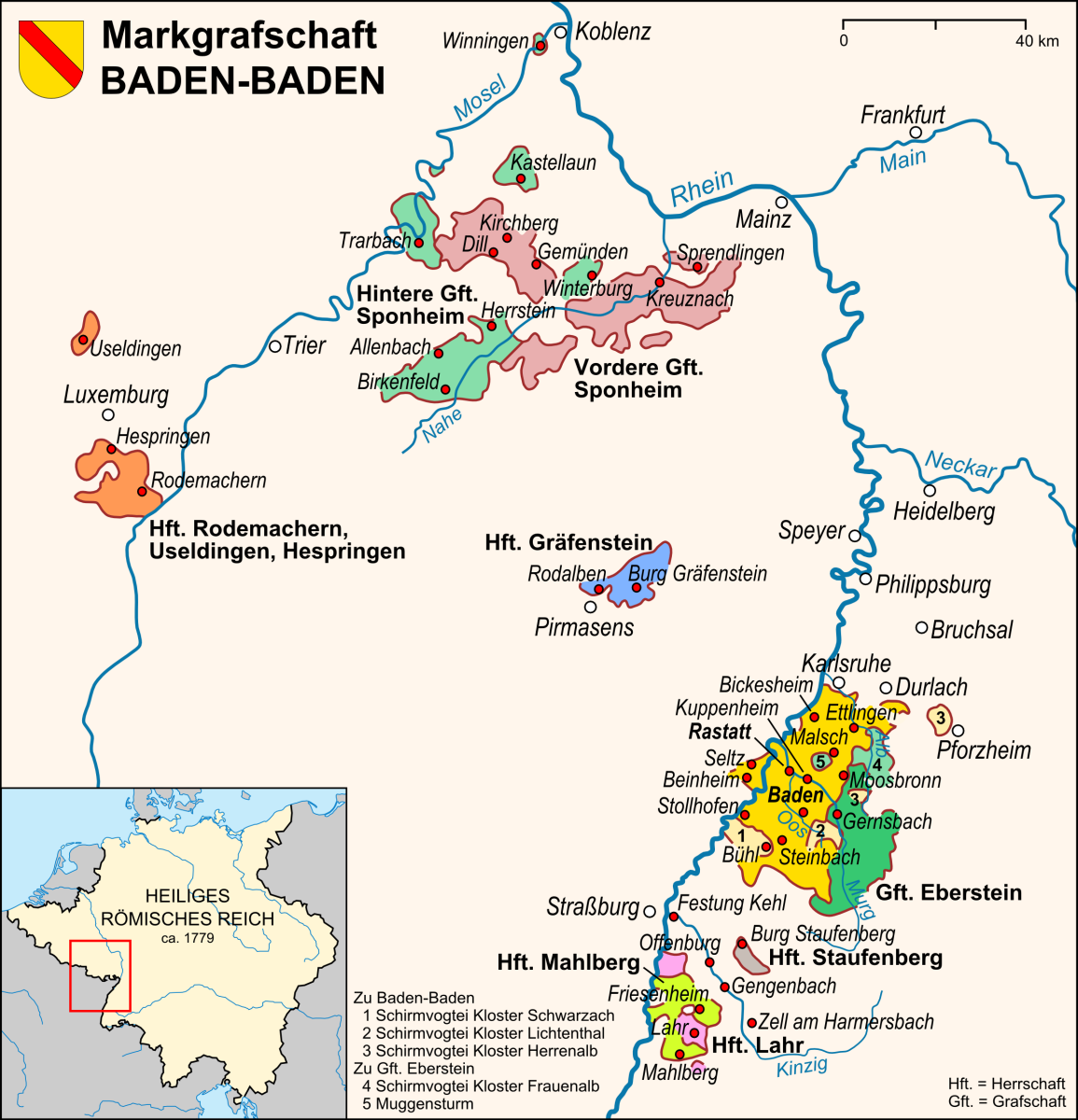
Territorien der Markgrafschaft Baden-Baden

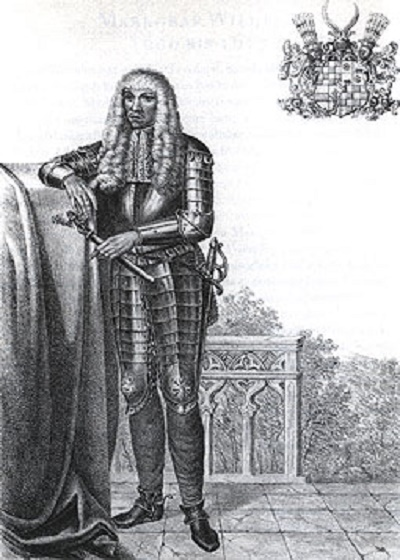
Eduard Fortunat

Eduard Fortunat war der Sohn des Markgrafen Christoph II. und der schwedischen Prinzessin Cäcilie Wasa. Königin Elisabeth I. hatte ihn aus der Taufe gehoben, ihm den Namen Edward gegeben und ihn wie ein Kind angenommen. Von seiner Mutter Cäcilie Wasa war er einen Lebensstil in Pracht und Prunk gewohnt.
Als 1575 Christoph II. starb, übernahm Eduard Fortunat zunächst nur die Markgrafschaft Baden-Rodemachern. Erst 1588 nach dem Tod seines Cousins Philipp übernahm er die bereits stark verschuldete Markgrafschaft Baden-Baden; die Markgrafschaft Baden-Rodemachern übergab er seinem Bruder Philipp III. Sein Lebensstil verschlimmerte die Situation weiter, sodass er Überlegungen anstellte, die Markgrafschaft an die Fugger zu verpachten oder zu verkaufen.
Die Verschuldung und die nicht standesgemäße Beziehung mit Maria von Eicken, die er am 13. März 1591 in Brüssel geheiratet hatte, veranlasste 1594 Ernst Friedrich von Baden-Durlach und dessen Bruder Georg Friedrich, die Markgrafschaft Baden-Baden zu besetzen, Eduard Fortunat musste fliehen. Die Kinder aus der Ehe mit Maria von Eicken, die er immer wieder hinterging, erkannte sein Vetter Ernst Friedrich nie an.
Nach dem Verlust seiner Markgrafschaft versuchte Eduard Fortunat 1594 auf der Yburg sein Vermögen durch Falschmünzerei und durch den Betrieb einer Alchemistenwerkstatt in den Kellergewölben zu mehren und stellte dazu den Alchimisten Francesco Muskatelli und seinen Gehilfen Paul Pestalozzi an. Nachdem sein Vetter immer mehr Druck auf ihn ausübte, beauftragte er noch im selben Jahr die beiden Italiener, den Markgrafen zu vergiften. Der Plan scheiterte und die beiden wurden in Durlach gevierteilt. Eduard Fortunat konnte fliehen und nahm Zuflucht auf der Burg Kastellaun in der ihm verbliebenen Grafschaft Sponheim. Danach trat er in den Niederlanden und in Polen in den Kriegsdienst gegen die Schweden ein.
Unkonventionell wie sein Leben war auch sein abrupter Tod. Erst 35-jährig stürzte Eduard Fortunat am 18. Juni 1600 – vermutlich infolge zu reichlichen Alkoholgenusses – von einer Treppe der Burg Kastellaun zu Tode. Er wurde zunächst, so wie 1636 auch seine Gemahlin und 1654 die einzige Tochter dieser Ehe, Anna Maria Lukretia, im Kloster Engelport nahe der Mosel beigesetzt, zwischen 1622 und 1631 aber in die Stiftskirche zu Baden-Baden umgebettet. Als Baden-Baden von 1631 bis 1633 vorübergehend wieder an Baden-Durlach fiel, sollte das Grab in der Stiftskirche zerstört werden, was jedoch mittels einer geschickten Täuschung durch die damit beauftragten Maurer vereitelt wurde.

## Ehe und Nachkommen
Eduard Fortunat heiratete am 13. März 1591 in Brüssel in aller Stille in einem Privathaus Maria von Eicken († 21. April 1636), die Tochter von Jobst von Eicken. Eduard wollte Maria zunächst mit einer Scheinhochzeit täuschen, die ein als Priester verkleideter Soldat vornehmen sollte, doch der Betrugsversuch flog auf. Die Heimlichkeit der Hochzeit und die Tatsache, dass keinerlei rechtliche Regelungen über den Status von Maria und späterer Nachkommen getroffen wurden, deuten darauf hin, dass Eduard es sich offenhalten wollte, die Ehe später als morganatische Ehe zu interpretieren. Eduard heiratete am 14. Mai 1593 Maria von Eicken in einer zweiten öffentlichen Zeremonie auf Schloss Hohenbaden, womit indirekt die Zweifelhaftigkeit der ersten Eheschließung ihre Bestätigung fand. Die geringe Wertschätzung, die Eduard seiner doppelten Gemahlin entgegenbrachte, wurde dadurch dokumentiert, dass er zur Trauungszeremonie in Pantoffeln erschien. Am 30. Juli dieses Jahres wurde der Erbprinz geboren, der damit zumindest als eheliches Kind geboren wurde, wenn auch sein Recht zur Thronfolge weiter strittig blieb.
Nachkommen Eduard Fortunats sind:
- Anna Maria Lukretia (* 1592 in Murano; † 1654 in Kastellaun)
- Wilhelm (* 30. Juli 1593 in Baden-Baden; † 22. Mai 1677 in Baden-Baden), Markgraf
- Hermann Fortunat (* 23. Januar 1595 in Rastatt; † 4. Januar 1665 in Kastellaun)
- Albrecht Karl (* 17. August 1598 in Kastellaun; † 23. Juni 1626 auf dem Hundschloss; hat sich durch Unvorsichtigkeit selbst erschossen)